# Piccole Cicladi
Le Piccole Cicladi ( greco Μικρές Κυκλάδες?, Mikrés Kykládes) sono un mini-arcipelago di sei piccole isole principali (più alcuni scogli) situate nell'immediato sud-est di Nasso nel Mar Egeo. Da un punto di vista amministrativo fanno parte del comune di Nasso e Piccole Cicladi nella periferia dell'Egeo Meridionale.
L'isola più popolosa, nonché la più piccola è Ano Koufonissi: sua pertinenza sono le isole disabitate di Kato Koufonissi (con la quale è spesso associata assumendo il nome di Koufonissia), tra le cui pochissime costruzioni vi sono una taverna e una chiesa dedicata alla Panaghia (la Madonna), famosa nel piccolo arcipelago per le celebrazioni del 15 di agosto, e di Keros (dove sono state fatte importanti scoperte archeologiche risalenti al protocicladico). Keros è a capo di un micro-arcipelago che comprende, inoltre, i due isolotti di Ano Antikeri e Kato Antikeri.
Iraclia, la più a est, ha la popolazione più scarna; tra le sue colline (che raggiungono le quote più elevate della Piccole Cicladi) sono scavate due grotte di interesse escursionistico.
Schoinoussa è ricercata per le sue spiagge di sabbia fine.
Denusa, la più remota isola dell'arcipelago, ospita la capitaneria di porto delle Piccole Cicladi. Esposta ai venti e alle correnti, anche d'estate i collegamenti non sono sempre garantiti.
L'unica strada asfaltata dell'isola corre ad anello lungo la costa.
In estate un piccolo traghetto, lo Skopellitis, mette in comunicazione due volte al giorno le Piccole Cicladi con Nasso, Paro e Amorgo (con l'esclusione di Donoussa, limitata ad un solo collegamento giornaliero).
Poche altre navi collegano, periodicamente, le Koufonissi con il resto delle Cicladi.